# Віллем Бейтевех
Віллем Бейтевех (нід. Willem Buytewech, 1591 або 1592, Роттердам — 23 вересня 1623, Роттердам) — нідерландський (голландський) живописець, малювальник та офортист часів бароко.

## Життєпис
Народився у Роттердамі в родині шевця Пітера Якобзона. Втім, точних відомостей щодо року народження художника немає — 1591 або 1592. З дитинства виявив хист до живопису, тому Віллема було віддано на навчання в художню майстерню міста Гарлема, де тоді була відома школа.
У 1610 році став працювати разом з відомим художником Франсом Галсом, який справив значний вплив на Бейтевеха. У 1612 році стає членом гарлемської гільдії художників Св. Луки. Незабаром після одруження на представниці патриціанської родини, яке відбулося у 1613 році, повертається до рідного міста, де працював до самої смерті у 1623 році. Його син Віллем, що народився вже після смерті майстра, теж став художником.

## Творчість

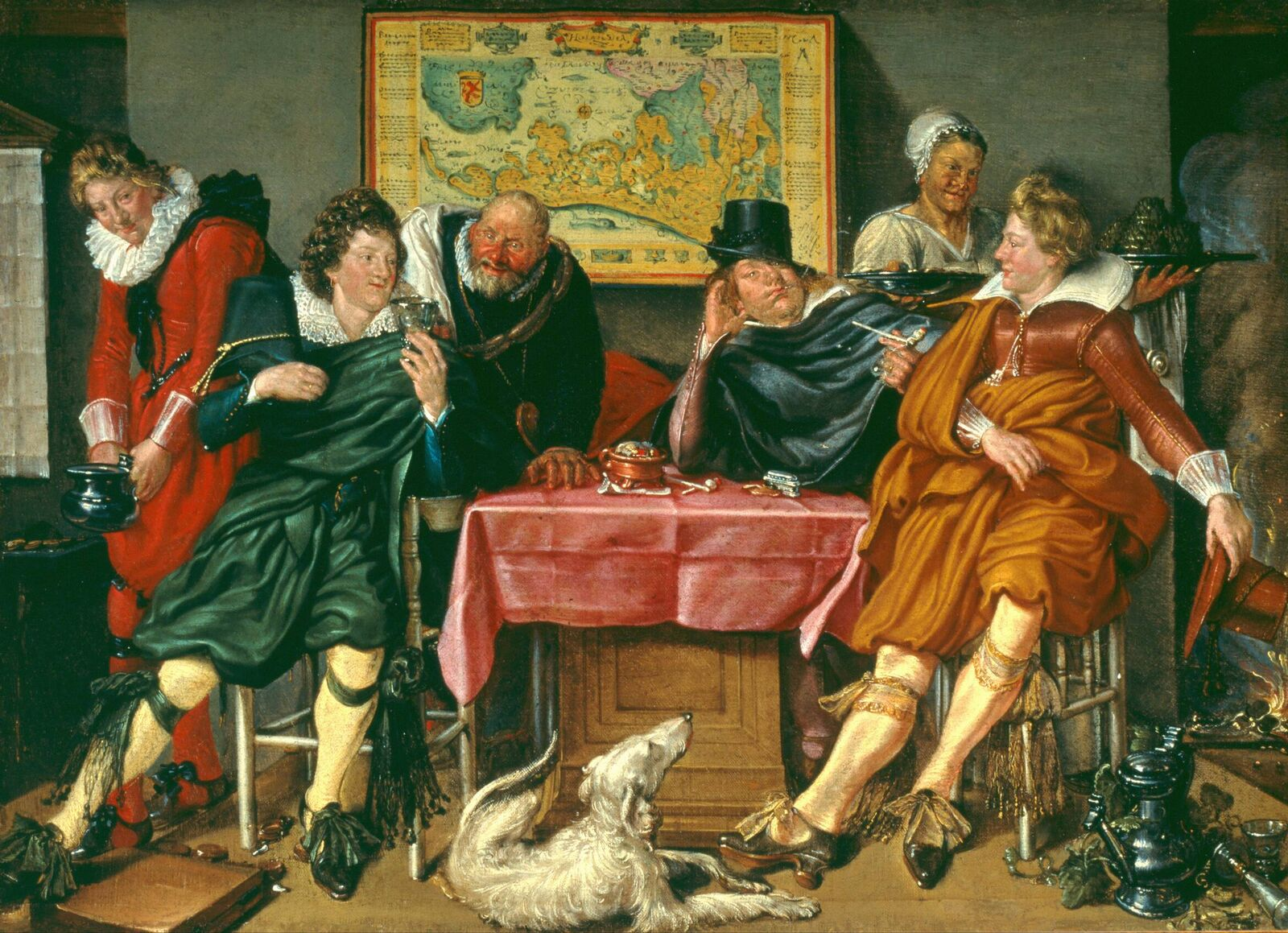
«Веселе товариство». 1620 рік

Розквіт творчості припадає на 1606–1624 роки. Бейтевех є одним з творців голландського побутового жанру і національного пейзажу. Художник в своїх картинах малював сцени офіцерських гулянок («Веселе товариство», картин з такою назвою у художника було близько 8), епізоди солдатського та домашнього побуту, сцени вуличного життя, відтворював їх також в численних малюнках.
Сміливість і гострота спостережень, свобода і природність композиції поєднуються в роботах Бейтевеха з витонченістю і артистизмом особистої манери художника, вишуканістю ошатного колориту, алегоричністю сюжетів і тим, що йдуть від мистецтва маньєризму.
Бейтевеху належать також ліричні, тонкі за виконанням пейзажні офорти та малюнки («Річка в лісі», Британський музей, Лондон).